# Газовий баланс
Газовий баланс (рос. газовый баланс, англ. gas balance, нім. Gasbilanz f) – розподіл газовиділення по джерелах або по системі гірничих виробок. 
Розрізняють Г. б. окремої виробки, виїмкової дільниці і шахти (рудника) в цілому.